# Santa Cristina e Bissone
Santa Cristina e Bissone ist eine Gemeinde mit 1824 Einwohnern (Stand 31. Dezember 2023) in der Provinz Pavia in der italienischen Region Lombardei.

## Ortsteile
Im Gemeindegebiet liegen der Hauptort Santa Cristina, die Fraktion Bissone, und der Wohnplatz Cascina Pistoia.